# زولتان بيتوفي
زولتان بيتوفي (بالمجرية: Petőfi Zoltán)‏ (و. 1848 – 1870 م) هو شاعر مجري، ولد في دبرتسن، توفي في بست، عن عمر يناهز 22 عاماً.